# Tesofensina
Tesofensina é um inibidor de recaptação de serotonina-noradrenalina-dopamina (SNDRI) da classe das fenetilaminas utilizado pela medicina no tratamento da Doença de Parkinson e Alzheimer. Ainda, estudos feitos na Dinamarca, por cientistas da Universidade de Copenhague em 2008 mostraram eficácia no tratamento da obesidade.

## Eficácia contra obesidade
Os testes da equipe dinamarquesa foram publicados na revista científica The Lancet e dizem que a perda de peso pode chegar a 12,8 kg em apenas seis meses de utilização do medicamento. Contudo, existem efeitos colaterais causados pela dose máxima do fármaco, como hipertensão.
O composto foi testado contra doenças degenerativas e os pesquisadores observaram que os voluntários estavam perdendo peso. Em seguida fizeram testes específicos sobre seu efeito emagrecedor e descobriram que ele consegue eliminar o dobro do peso do que os medicamentos conhecidos.